# Ситник жаб'ячий
{{#ifeq:0|0|{{#if:|{{#if:Juncusranarius|[[]}}|}}}}
Ситник жаб'ячий (Juncus ranarius) — вид трав'янистих рослин родини ситникові (Juncaceae). В Україні зростає на сирих місцях, у калюжах, по берегах річок, галофіт. Зокрема росте на околиці Києва (Віта-Литовська) на засоленій вологій луці, у Деснянсько-Старогутському національному природному парку і в Біосферному заповіднику «Асканія-Нова».

## Опис
Рослина жовтувато-зелена або червонувата. Стебла до 18 см, округлі на поперечному розрізі, з 1–3 базальними листками, які часто з червоними лусками в нижній частині й 1–2 стебловими листками, 0.2–0.9 мм × 1–3 см. Суцвіття нещільне, квітів 2–4(5) на кінці кожної гілки. Зовнішні листочки оцвітини 4,5–5,5 мм, вузько яйцеподібні, гострі; внутрішні — 4–5 мм, тупі, іноді виїмчасті й загострені; вони блідо-зелені, пізніше червоніють. Плоди 3–5 мм, тупі або усічені, жовтувато-коричневі, червоно-коричневі або темно-коричневі, блискучі. Насіння від 0.25 до 0.45 мм, майже гладке, жовте або помаранчеве, без придатків. 2n=34.

## Поширення
Майже вся Європа (у тому числі Україна), північно-західна Африка (Алжир, Марокко), помірні зони Азії. Зростає у вологих солонуватих місцях, як поблизу узбережжя так і в середині континенту, також на вологих луках і пустищах.

## Галерея

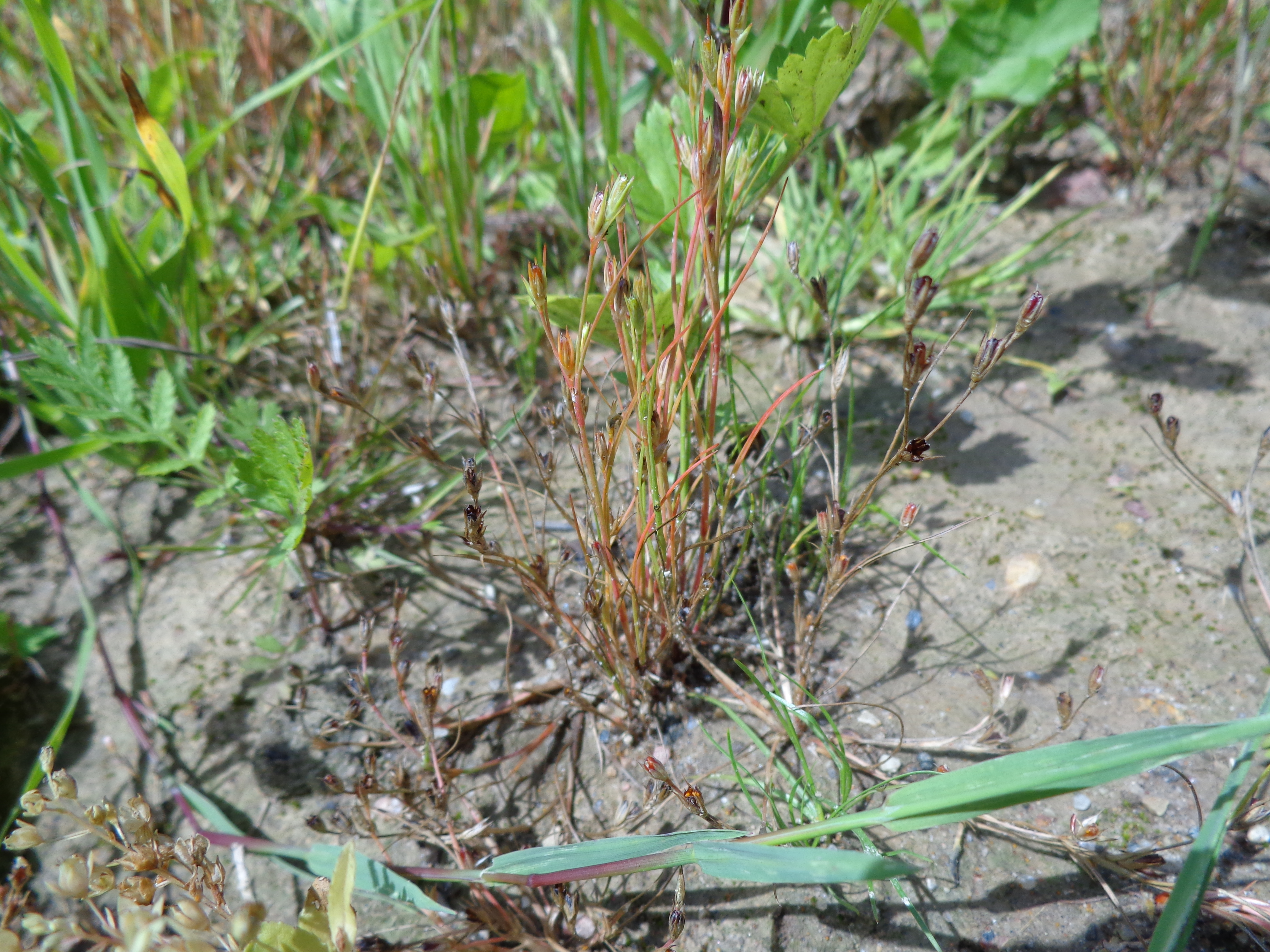
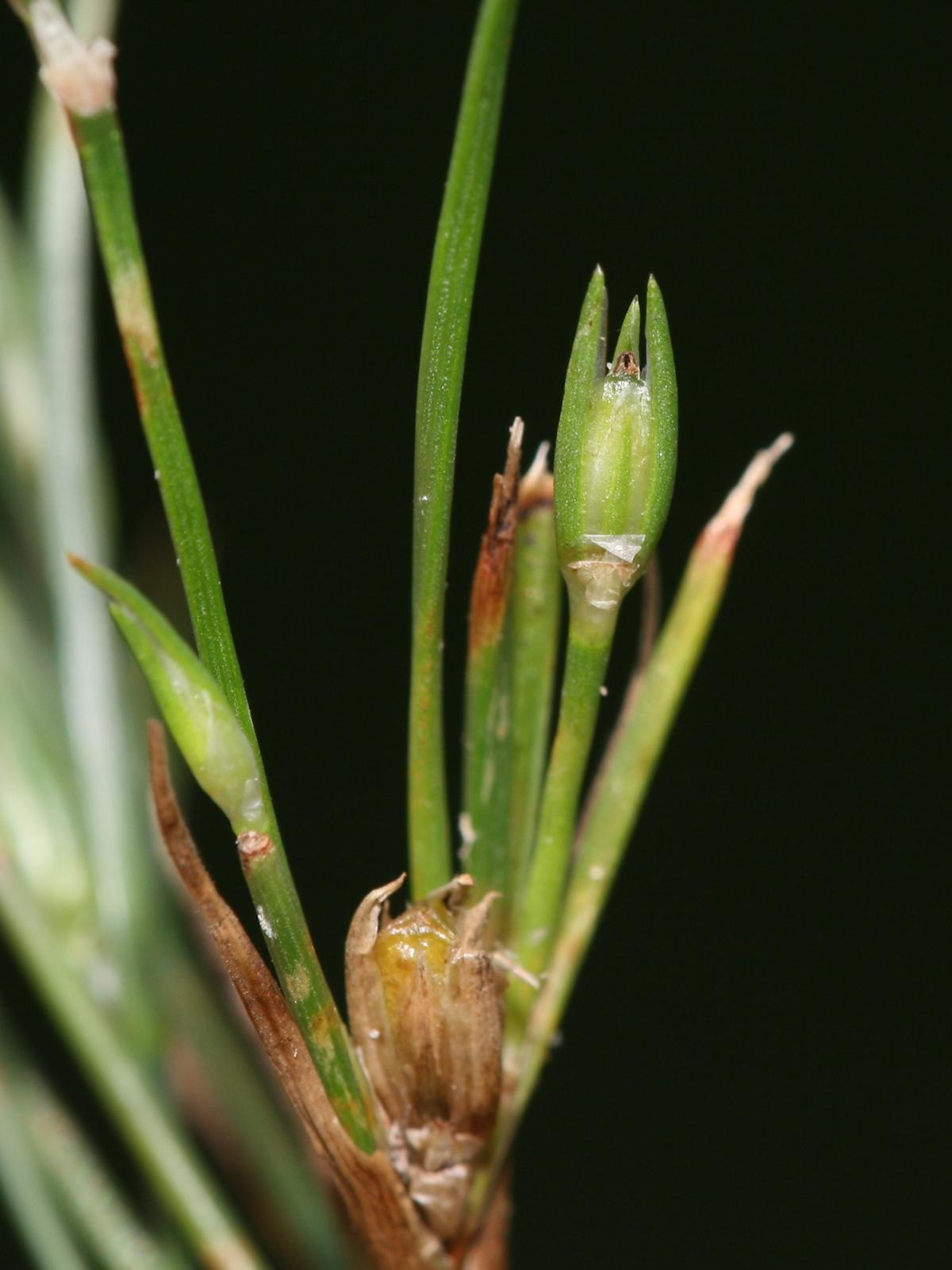